# Arpalhargues e Aurelhac
Arpalhargues e Aurelhac (en francès Arpaillargues-et-Aureillac) és un municipi francès situat al departament del Gard i a la regió d'Occitània.